# Paul Kozlicek
Paul Kozlicek (Bécs, 1937. július 22. – Sevilla, Spanyolország, 1999. november 26.) osztrák labdarúgócsatár. Bátyja, Ernst Kozlicek szintén labdarúgó volt.
Az osztrák válogatott tagjaként részt vett az 1958-as labdarúgó-világbajnokságon.